# Unia Pracy

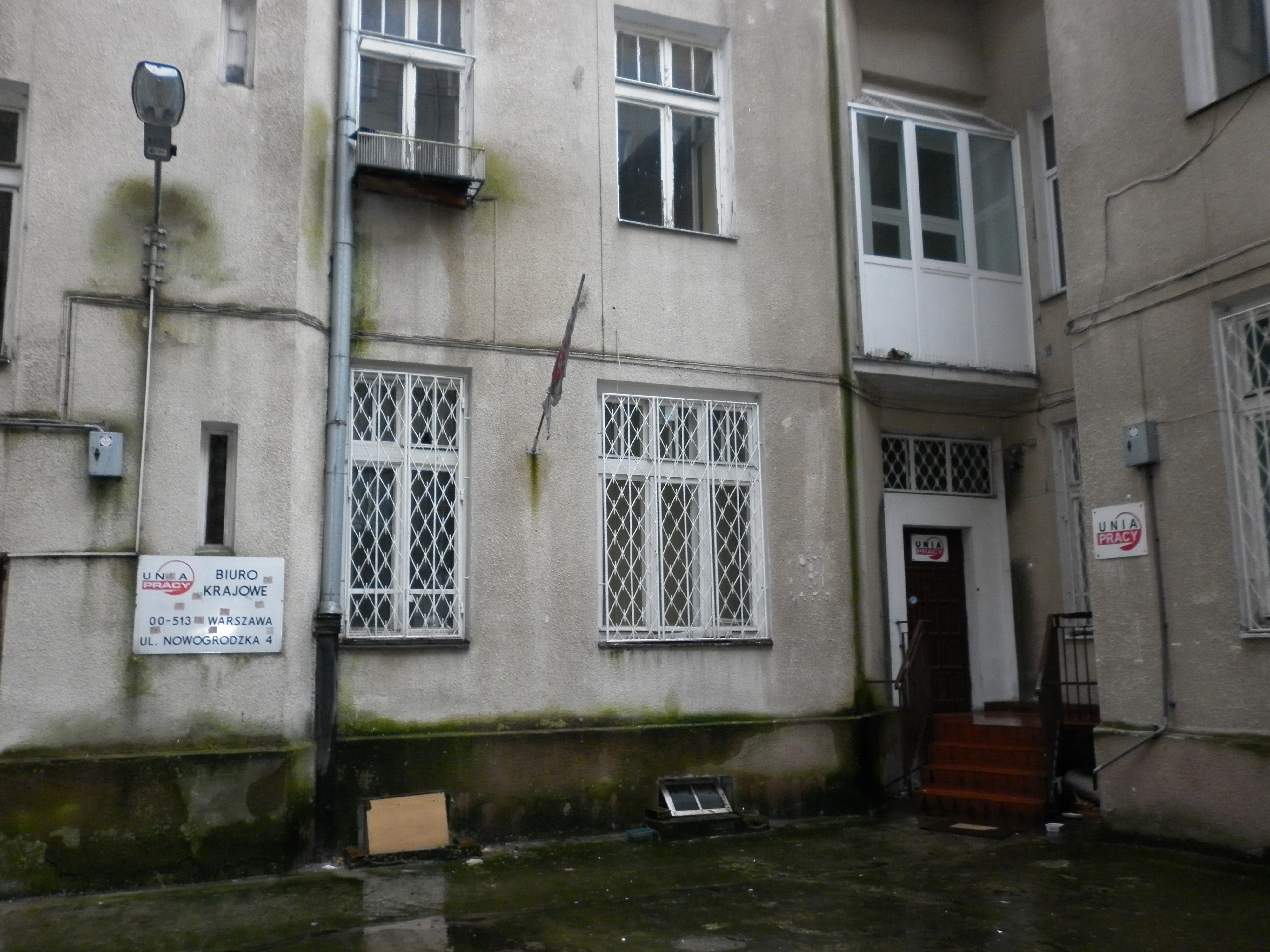
Het hoofdkantoor van de Unia Pracy in Warschau

De Unie van de Arbeid (UP) (Pools: Unia Pracy) is een Poolse politieke partij, die sinds 1992 bestaat en in de jaren 2001-2005 coalitiepartner was in de regeringen van Leszek Miller en Marek Belka. De partij heeft een sociaaldemocratisch programma en tot de programmapunten behoren: de Derde Weg, beperkte privatisering, de verzorgingsstaat, gelijkberechtiging tussen man en vrouw, legalisering van abortus en een strikte scheiding van kerk en staat.

## Geschiedenis

### Oprichting
De UP werd opgericht op 7 juni 1992. Het idee van een linkse partij die het oude onderscheid tussen voormalige communisten en voormalige leden van Solidariteit zou overstijgen, was al eerder ontstaan, maar pas na de nederlaag die diverse onafhankelijke linkse groeperingen bij de parlementsverkiezingen van 1991 hadden geleden, raakte dit streven in een stroomversnelling. Aldus kwam het tot een fusie van drie kleine fracties in het Poolse lagerhuis, de Sejm: Solidariteit van de Arbeid van Ryszard Bugaj en Aleksander Małachowski (4 zetels), de Democratisch-Sociale Beweging (RDS) van Zbigniew Bujak (1 zetel) en de Sociaaldemocratische Unie voor Groot-Polen (WUS) van Wiesława Ziółkowska (1 zetel). De eerste twee waren voortgekomen uit Solidariteit, de derde uit hervormingsgezinde leden van de PZPR. In januari 1993 werd Ryszard Bugaj tot partijvoorzitter gekozen.

### De jaren 1993-2001
Bij de parlementsverkiezingen van 1993 behaalde de UP een onverwacht succes: met 7,28% van de stemmen kwam de partij ruim boven de kiesdrempel en behaalde de vierde plaats, goed voor 41 zetels in de Sejm en 3 in de Senaat. Hierop nam de UP deel aan de coalitiebesprekingen met de SLD en de PSL, maar koos wegens meningsverschillen omtrent privatisering en andere economische kwesties uiteindelijk toch voor de oppositie. Wel werd een lid van de UP, Marek Pol, op persoonlijke titel minister van Industrie en Handel in de regering van Waldemar Pawlak, al moest hij hiervoor wel zijn lidmaatschap van de partij opschorten. Toch zou de UP samen met de Vrijheidsunie fel oppositie voeren tegen de regering, met name tegen het economische beleid en het benoemen van SLD- en PSL-leden in vele niet-politieke functies, onder meer in de media.
In de presidentsverkiezingen van 1995 steunde de UP de kandidatuur van de nationaal ombudsman Tadeusz Zieliński. Hij haalde echter slechts 3,5% van de stemmen en ging daarmee niet door naar de tweede ronde.
De parlementsverkiezingen van 1997 werden bepaald door een hoge mate van polarisatie tussen de postcommunistische SLD enerzijds en de Verkiezingsactie Solidariteit anderzijds. Voor een "brugpartij" was in deze situatie nauwelijks plaats en de UP behaalde slechts 4,74% van de stemmen, net beneden de kiesdrempel van 5%, zodat de UP uit beide kamers van het parlement verdween. Hierop trad Bugaj af als partijvoorzitter en in februari 1998 werd deze functie overgenomen door voormalig minister Marek Pol. Onder diens leiderschap sloeg de UP een nieuwe koers in, die meer gericht was op samenwerking met de SLD en de PSL. Deze vertaalde zich onder meer in steun aan Aleksander Kwaśniewski bij de presidentsverkiezingen van 2000 en een gezamenlijke lijst met de SLD in de parlementsverkiezingen van 2001. Niet iedereen was echter over deze samenwerking te spreken en enkele activisten van het eerste uur, onder wie Zbigniew Bujak en Ryszard Bugaj, verlieten de partij.

### In de regering
Dankzij de gemeenschappelijke lijst met de SLD (SLD-UP) kwam de UP na de parlementsverkiezingen van 2001 met 16 zetels in de Sejm en 5 in de Senaat. Er volgde een coalitieregering van SLD, PSL en UP, waarin Marek Pol vicepremier en minister van Infrastructuur werd. Na de val van de regering van Leszek Miller werd Pol als partijvoorzitter en als vicepremier opgevolgd door Izabela Jaruga-Nowacka. Bij de Europese verkiezingen kreeg de UP in datzelfde jaar ook een zetel in het Europees Parlement, die ten deel veel aan Adam Gierek.
In deze periode viel de partij, mede door de geringe vertegenwoordiging in het parlement, langzaam uit elkaar. De samenwerking met de SLD had vanwege de vele affaires waarin die partij verwikkeld was, een gevoelige deuk opgelopen. Op 19 april 2005 stapte partijvoorzitter Jaruga-Nowacka uit de partij om een nieuwe partij op te richten, de Unie van Links (UL). De UP zelf nam aan de parlementsverkiezingen van 2005 deel op één lijst met de partij Sociaaldemocratie Polen (SDPL) van oud-minister Marek Borowski, maar deze kwam met 3,89% van de stemmen niet over de kiesdrempel, waarop de UP wederom uit het parlement verdween.

### Buiten het parlement
Op 3 september 2006 ging de UP ter gelegenheid van de lokale verkiezingen samen met de SLD, de Democratische Partij - demokraci.pl en de SDPL deel uitmaken van de centrumlinkse coalitie Links en Democraten (LiD). Onder dezelfde vlag nam de UP ook deel aan de parlementsverkiezingen 2007, maar behaalde geen enkele zetel. Nadat het uiteenvallen van de LiD in 2008 besloot de partij de samenwerking met de SLD voort te zetten. Dit leidde onder meer tot de herverkiezing van Adam Gierek als lid van het Europees Parlement in 2009, steun voor SLD-kandidaat Jerzy Szmajdziński en na diens dood Grzegorz Napieralski bij de presidentsverkiezingen van 2010, alsmede een gezamenlijke lijst bij de lokale verkiezingen van 2010. Ook tijdens de parlementsverkiezingen van 2011 stonden er opnieuw enkele leden van de UP op de lijst van de SLD, maar ditmaal behaalde geen van hen een zetel.
In februari 2013 ging de UP samenwerken met de Palikot-Beweging, de SDPL, de Unie van Links en de partij RACJA, maar trad uiteindelijk niet toe tot de coalitie Europa Plus die daarop volgde en op 6 oktober 2013 werd omgevormd tot de partij Jouw Beweging (Twój Ruch). In plaats daarvan koos de UP tijdens de verkiezingen voor het Europees Parlement van 2014 opnieuw voor een gemeenschappelijke lijst met de SLD. Deze behaalde 5 zetels, waarvan er één naar de UP ging.
Op 11 januari besloot de UP de samenwerking met de SLD te verbreken.. Wel sloot de UP zich op 21 juli 2015, samen met de SLD en Twój Ruch, aan bij de verkiezingsalliantie Verenigd Links (Zjednoczona Lewica). Deze behaalde bij de parlementsverkiezingen van 2015 7,60% van de stemmen en bleef daarmee beneden de – voor coalities van partijen geldende – kiesdrempel van 8%.
Voorzitter van de UP is sinds 2006 Waldemar Witkowski.